# Chirostylidae
Famille
Les Chirostylidae sont une famille de crustacés de l'infra-ordre des Anomura.

## Systématique
La famille des Chirostylidae est attribuée, en 1892, au naturaliste américain Arnold Edward Ortmann (1863-1927).

## Liste des genres
Selon World Register of Marine Species (17 décembre 2020) :
- genre Chirostylus Ortmann, 1892 -- 7 espèces
- genre Gastroptychus Caullery, 1896 -- 9 espèces
- genre Hapaloptyx Stebbing, 1920 -- 1 espèce
- genre Heteroptychus Baba, 2018 -- 8 espèces
- genre Uroptychodes Baba, 2004 -- 12 espèces
- genre Uroptychus Henderson, 1888 -- 283 espèces